# رابيندرناث مهراج
رابيندرناث مهراج (بالإنجليزية: Rabindranath Maharaj)‏ (1947 في ترينيداد وتوباغو)؛ روائي كندي.